# Königsfeld im Schwarzwald
Königsfeld im Schwarzwald (literalmente en castellano «Königsfeld en la Selva Negra») es un municipio alemán en el distrito de Selva Negra-Baar, Baden-Wurtemberg. Barrios son Buchenberg, Burgberg, Erdmannsweiler, Neuhausen y Weiler

## Puntos de interés

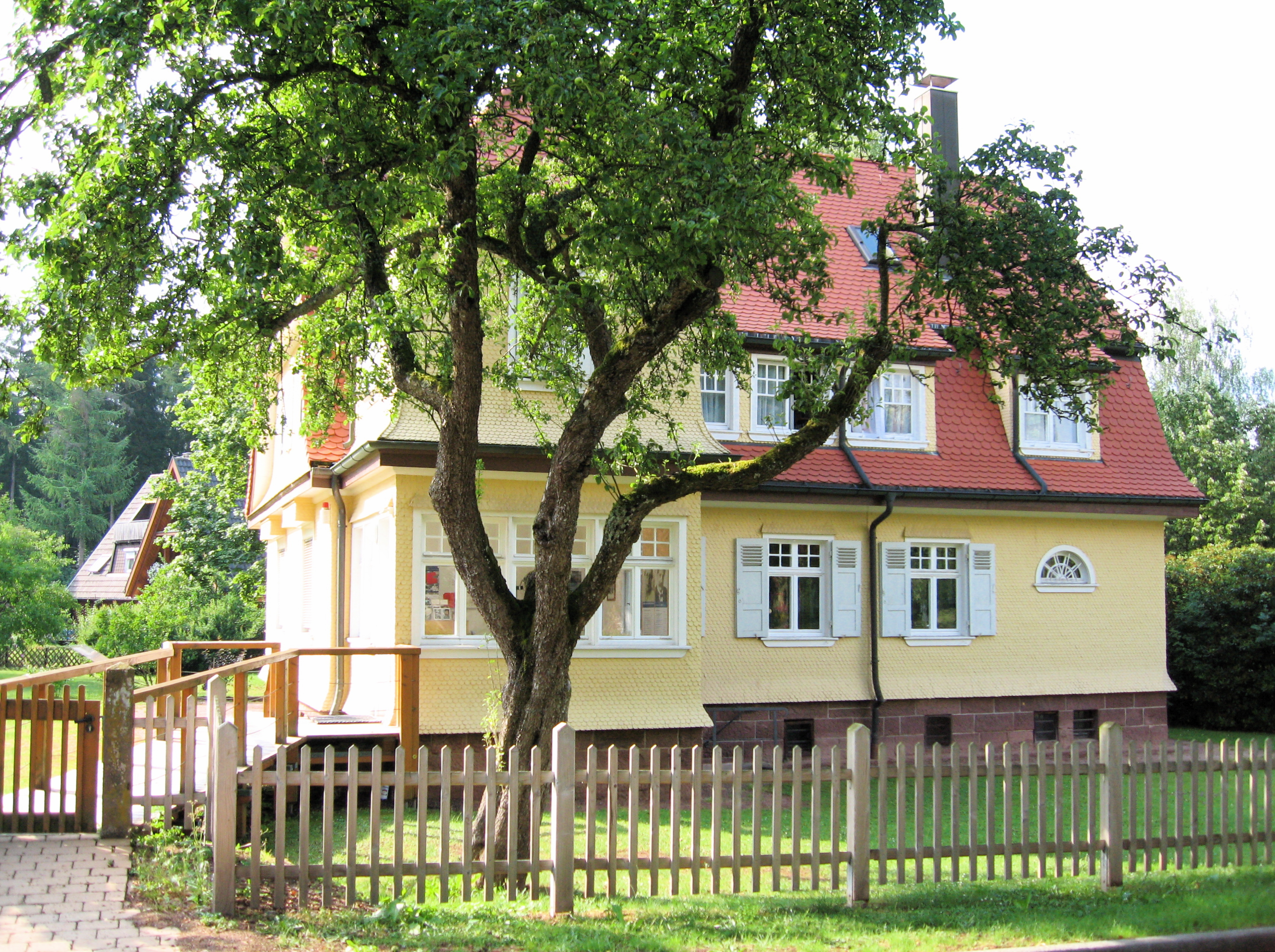
Casa de Albert Schweitzer

- Casa de Albert Schweitzer, domicilio del médico, filósofo y teólogo alsaciano que en la actualidad alberga un museo dedicado a él y su esposa Helene[3]